# Археологічний музей
Археологічний музей — самостійний вид музеїв історичного профілю, що збирають, зберігають, вивчають і експонують предмети, що мають історичну цінність; їхні збірки комплектуються з пам'яток матеріальної культури від найдавніших часів до середньовіччя, виявлені під час археологічних досліджень.
Археологічні музеї можуть створюватися на базі нерухомих археологічних пам'яток: древні городища (Херсонес, Тіра, Пантікапей), поховань, оборонних, культових, цивільних споруд.
Археологічні музеї можуть мати форми колекційних музеїв, музеїв-заповідників, музеїв-пам'яток, музеїв просто неба.

## Археологічні музеї в Україні
Археологічні розкопки, які проводилися з кінця XVIII ст. на півдні України, насамперед Криму, дали багато знахідок. Найцінніші з них вивозилися до московських і петербурзьких музеїв. Але значна частина пам'яток залишилася в Україні. Для їх збереження на початку XIX ст. почали створювати археологічні музеї, тож постало питання про їх організоване збереження й музеєфікацію. На початку 1800-х років був створений археологічний музей у Миколаєві, 1811 — у Феодосії, 1825 — в Одесі, 1826 — у Керчі. 
Великий вплив на створення мережі археологічних музеїв мала діяльність наукових товариств, які почали виникати в XIX ст. Ці товариства проводили розкопки, вивчали, систематизували, каталогізували знахідки та формували археологічні колекції. Перше в Україні Одеське товариство історії і старожитностей (1839) розвивало створені раніше музеї та заснувало нові у Феодосії (1850) і Судаку (1868).
У другій половині XIX ст. сформувалася археологічна наука, методика проведення розкопок, вивчення пам'яток і їх систематизація. Внаслідок цього розширилася кількість археологічних музеїв, зокрема при університетах.